# Mezi námi zvířaty
Mezi námi zvířaty (v anglickém originále Creature Comforts) je britský animovaný (plastelínový) seriál studia Aardman Animations. Předcházel mu stejnojmenný krátký film.
V roce 1989 natočil režisér Nick Park krátký pětiminutový film Creature Comforts o zvířatech v zoo (v Česku byl uveden pod názvem Pohodlíčko) jako součást pětidílné série „Lip Synch“ pro televizní společnost Channel 4. Dialogy ve filmu jsou nahrávky skutečných rozhovorů s lidmi o bydlení, jídle, počasí. Tvůrci vzali tyto nahrávky a vložili je do úst plastelínovým zvířatům v zoo, která tímto způsobem komentují svoje životní podmínky.
V roce 1991 obdržel film Oscara za Nejlepší krátký animovaný film (ve stejné kategorii byl ten rok nominován i další Parkův film, Cesta na měsíc). Film také inspiroval úspěšnou sérii reklam pro Heat Electric.
Roku 2003 Nick Park na svůj nápad navázal a vznikl třináctidílný seriál režírovaný Richardem Goleszowskim. Každá epizoda má přibližně 10 minut a je pojata jako „reportáž z ulice“ na určité téma. Zvířata zpovídaná neviděným reportérem řeší různé otázky života a opět zde byly použity autentické zvukové záznamy. V titulcích jsou jednotliví představitelé označeni souhrnně jako The Great British Public („Britská veřejnost“). V roce 2005 vznikla druhá série.
Seriál se vyznačuje jemným humorem a zábavnými detaily v druhém plánu (Pac-Man v pozadí, filozofující měňavky, šklebící se labuť, prase pochutnávající si na šunkových křupkách apod.).
Mezi postavami vynikají například křeček Fluffy, líná dvojice Trixie a Captain Cuddlepuss, slimáci Nigel a Gary, slepecká fena Pickles a další.

## Seznam dílů

### První řada (2003)
První sérii v Česku uvedla Česká televize.
1. The Circus (Cirkus)
2. Pets At The Vets (Němé tváře u veterináře)
3. Working Animals (Pracující zvířata)
4. The Sea (Moře)
5. The Garden (Na zahradě)
6. Feeding Time (Čas krmení)
7. The Beach (Na pláži)
8. The Pet Shop (Obchod s mazlíčky)
9. What's It All About? (Jak to je?)
10. Being A Bird (Být ptákem)
11. Is Anyone Out There? (Je tam někdo?)
12. Cats Or Dogs? (Kočky nebo psi?)
13. Merry Christmas (Veselé Vánoce)

### Druhá řada (2005)
1. Beast in Show
2. The Brood
3. Pet Hates
4. Impressions
5. Animals in the Hood
6. Sport!
7. Monarchy Business
8. Animal Magnetism
9. Merry Christmas Everybody!
10. Bed Time
11. Self Image
12. Communication
13. Safari Park